# Острво Симоџи
Острво Симоџи (јап. 下地島), је острво у области Мајико у префектури Окинава, Јапан. Острво припада групи острва Мијако, острва Сакисима архипелагу Рјукју.

## Географија
Острво је површине 9,54 км² са 32 становника (2011). Острво Симоџи је везан великим бројем мостова са суседним острвом Ирабу. На северу острва изграђен је аеродром Шимоџишима. 
Острво је равно, са највишом тачком 15 м. Нема реке, постоји неколико малих језера на западу острва.

## Галерија
- Сателитски снимак острва
- Авион током слетања
- Језеро Торике
- Споменик

24° 43′ 20″ С; 125° 14′ 49″ И / 24.7222° С; 125.2469° И